# Sibovia sagata
Sibovia sagata är en insektsart som beskrevs av Victor Antoine Signoret 1854. Sibovia sagata ingår i släktet Sibovia och familjen dvärgstritar. Inga underarter finns listade i Catalogue of Life.